# کروسویل (تنسی)
کروسویل(به انگلیسی: Crossville) شهری در ایالت تنسی کشور ایالات متحده آمریکا است که جمعیت آن در سرشماری سال ۲۰۱۰ میلادی، ۱۰٬۷۹۵ نفر بوده‌است.